# رم تراکس
رَم تراکس (به انگلیسی: Ram Trucks) شرکت خودروسازی آمریکایی است، که یکی از شاخه‌های گروه تولیدی استلانتیس می‌باشد. شرکت رم تراکس در اصل بخشی از شرکت خودروسازی داج بوده که وانت‌های تولیدی آن به «داج رم» نیز شهرت دارد. با توجه به این موضوع لوگو رم متعلق به داج بوده که اکنون مستقلاً روی محصولات رم استفاده می‌شود.
این شرکت وانت، کامیون و کامیون سبک تولید می‌کند.
از تولیدات کنونی این شرکت می‌توان سری کامیون‌های سبک رم را نام برد.

## نگارخانه

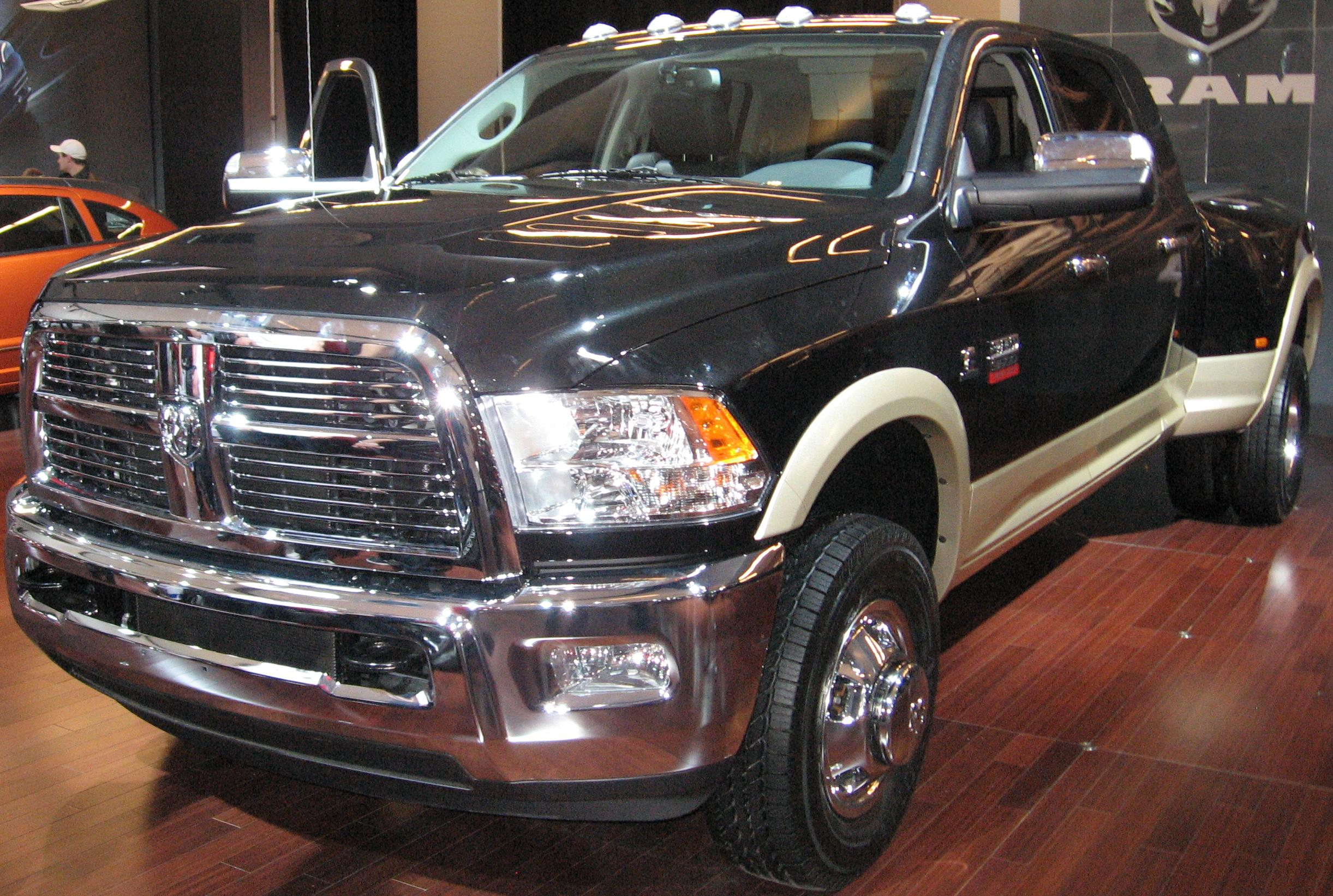
رم ۳۵۰۰
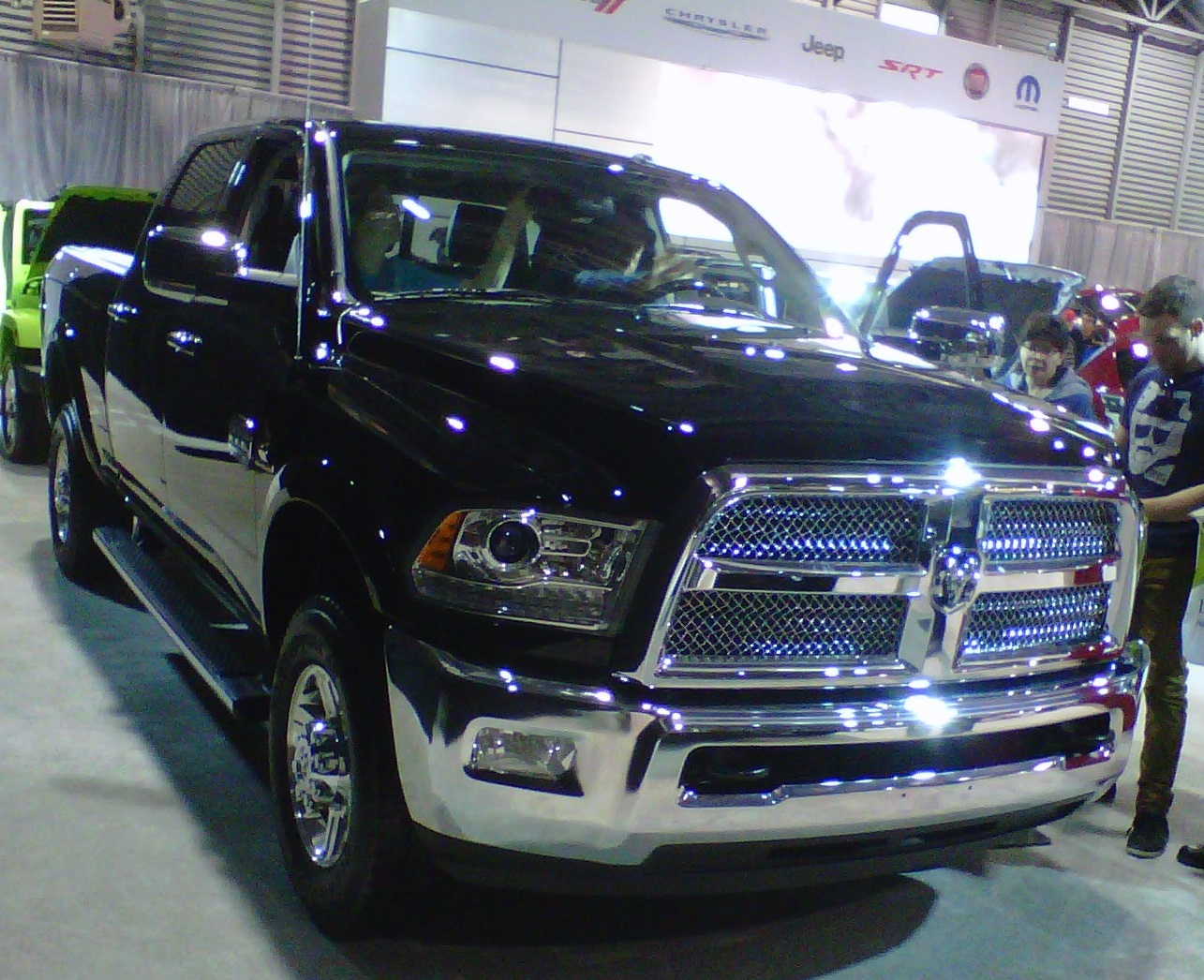
رم ۲۵۰۰
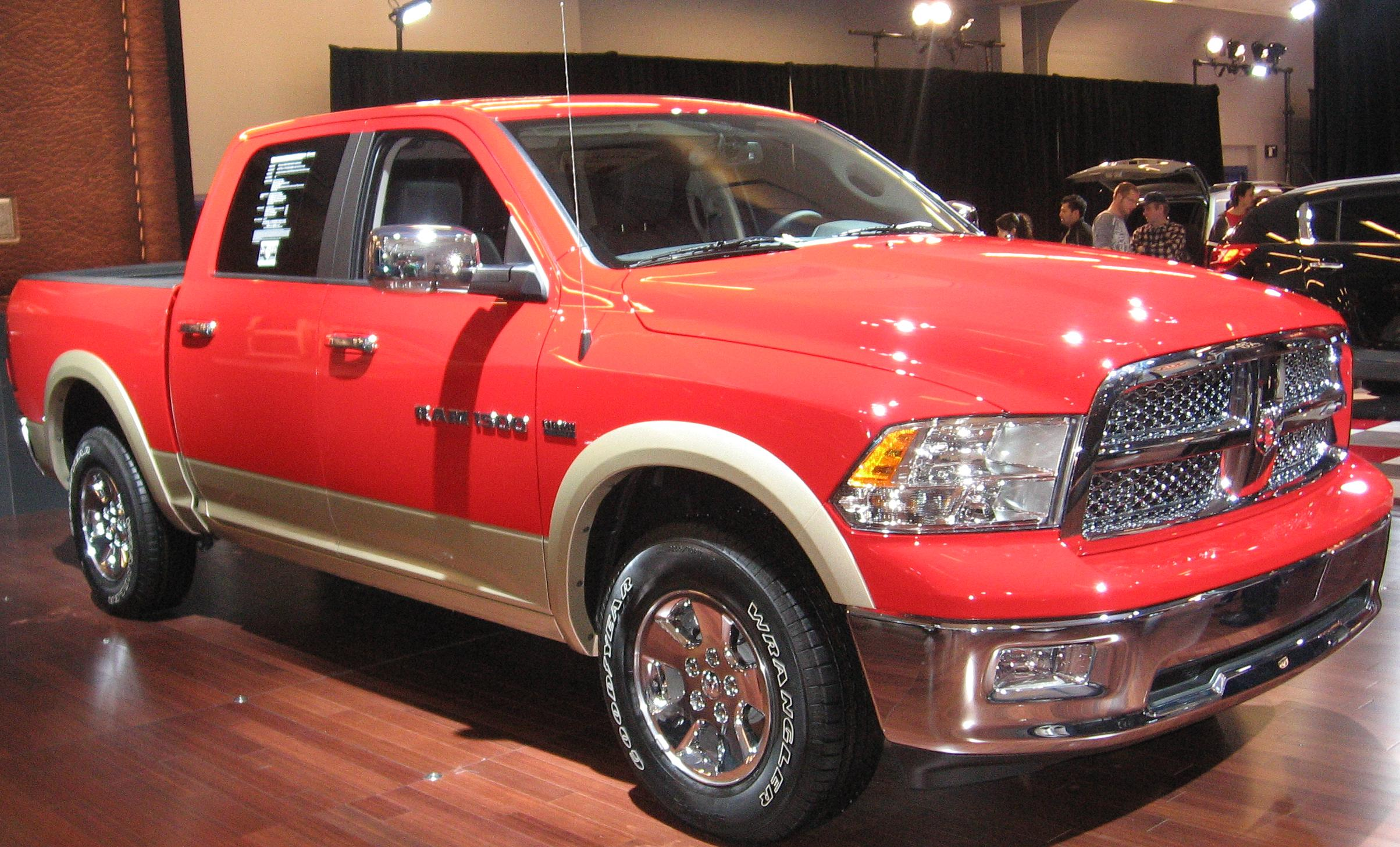
رم ۱۵۰۰
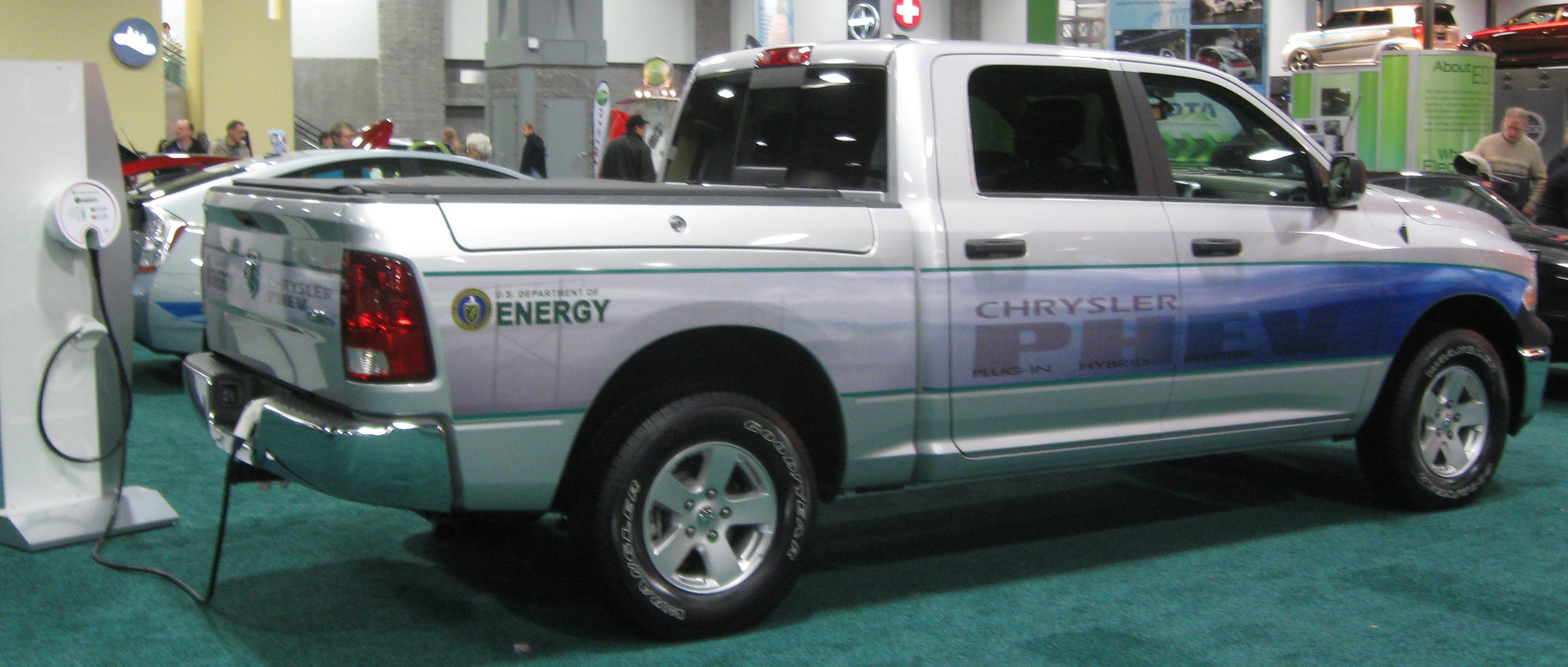
رم هایبرید